# Катеніновський
Катені́новський (рос. Катениновский, башк. Катениновка) — присілок у складі Стерлітамацького району Башкортостану, Росія. Входить до складу Красноярської сільської ради.
Населення — 9 осіб (2010; 3 в 2002).
Національний склад:
- росіяни — 67%
- туркмени — 33%